# Iranocypris typhlops
Iranocypris typhlops é uma espécie de Actinopterygii da família Cyprinidae.
Apenas pode ser encontrada no Irão.